# Violaines
Violaines é uma comuna francesa na região administrativa de Altos da França, no departamento de Pas-de-Calais. Estende-se por uma área de 10,01 km². Em 2010 a comuna tinha 3 753 habitantes (densidade: 374,9 hab./km²).